# سلاویانووو (استان خاسکوو)
سلاویانووو (به بلغاری: Slavyanovo) یک منطقهٔ مسکونی در بلغارستان است که در استان خاسکوو واقع شده‌است.